# Xu Anqi
Xu Anqi (kinesiska: 许安琪; pinyin: Xǔ Ānqí), född den 23 januari 1992, är en kinesisk fäktare som ingick i Kinas lag som tog OS-guld i damernas lagtävling i värja i samband med de olympiska fäktningstävlingarna 2012 i London. Hon tog även ett silver i lagtävlingen i värja vid olympiska sommarspelen 2016 i Rio de Janeiro.